# Lego Star Wars II : La Trilogie originale
Lego Star Wars II : La Trilogie originale (Lego Star Wars II: The Original Trilogy en anglais) est la suite de Lego Star Wars, le jeu vidéo, et se déroule toujours dans l'univers de Star Wars, basé sur la trilogie originale. Il est sorti le 13 septembre 2006 sur PC, ainsi que sur GameCube, PS2, PSP, Xbox, Xbox 360, Game Boy Advance, Nintendo DS et téléphone mobile.
Il est possible de jouer avec plus d'une quarantaine de personnages, de Anakin à Yoda, en passant par IG-88, et encore plus si le joueur possède une sauvegarde de Lego Star Wars, le jeu vidéo qui permet alors de contrôler les personnages des épisodes I à III (Dark Maul, Qui-Gon Jinn, Anakin enfant…). Le jeu commence dans la cantina de Mos Eisley, endroit mal famé mais qui sert de base pour toutes les missions.

## Système de jeu

### Déroulement
L'histoire se divise en trois épisodes, composés de 6 chapitres, et reprenant chacun la trame du film homonyme :
- La Guerre des étoiles (6 chapitres)
- L'Empire contre-attaque (6 chapitres)
- Le Retour du Jedi (6 chapitres)

Tous les chapitres peuvent être joués en mode 2 joueurs et les 2 joueurs peuvent quitter et intégrer la partie comme bon leur semble. Certains niveaux sont en vaisseaux. Dans tous les niveaux, on trouve des cylindres Lego appelés minikits qui permettent de  construire des véhicules pouvant s'admirer à l'extérieur de la Cantina. On trouve aussi des briques rouges qui débloquent des extras. L'histoire est cependant légèrement modifiée.

### Niveaux bonus
Avec 60 briques d'or, la construction d'une porte qui mène à Lego CITY est possible. Il faut y ramasser 1 000 000 d'argent, en un temps qui n'est pas déterminé.
De plus, des missions « chasseurs de primes » sont proposées lorsque tous les chasseurs de primes sont achetés.

### Vaisseaux
- X-wing
- Y-wing
- Faucon Millenium
- TIE
- Navette Impériale
- Slave I

## Versions du jeu
La version console de salon et PC est identique partout pour les niveaux. La seule différence est dans les graphismes, plus évolués sur PC et Xbox 360 que sur les consoles 128 bits. Le jeu sur Game Boy Advance reprend la 3D isométrique, mais propose cette fois un accès aux niveaux par la Cantina et non plus par des menus classiques. Cette fois, les combats spatiaux sont présents sur le jeu GBA. Une version Nintendo DS est réalisée, qui propose des niveaux entièrement en 3D contrairement au jeu GBA. Malheureusement, de nombreux bugs graphiques et de gameplay sont présents. Ceux-ci ne seront corrigés sur DS que par l'arrivée de « la saga complète ».

## Suites
En 2007, Lego Star Wars : La Saga complète réutilise les éléments des deux premiers jeux reprenant l'histoire des six épisodes de la saga.
En 2010, Lego Star Wars 3: The Clone Wars reprend les évènements de la saga The Clone Wars.